# Liana guasa
Liana guasa ist eine Art der Landplanarien, die in Chile verbreitet ist. Die Art ist der einzige Vertreter der Gattung Liana.

## Merkmale
Liana guasa hat einen breiten und länglichen Körper. Die Hautmuskulatur ist im Rückenbereich stark, aber auf der Bauchseite schwach und teilweise ins Mesenchym eingesunken. Ausschließlich an der Spitze des Vorderendes sitzen winzige sensorische Gruben. Der Kopulationsapparat weist eine kurze Penispapille auf. Der Ovellinkanal mündet bauchseitig in die weibliche Geschlechtshöhle.